# ドラマCD 黒執事
『ドラマCD 黒執事』（ドラマCD くろしつじ）は、漫画・アニメ作品『黒執事』のオリジナル・ドラマCDシリーズ。

## 黒執事
『黒執事』（くろしつじ）は、枢やな作の漫画作品『黒執事』を基にしたオリジナル・ドラマCD。2007年8月10日にフロンティアワークスから発売された。
脚本書き下ろしの完全オリジナルストーリー。セバスチャン・ミカエリスとその使用人たちが繰り広げる日常をコミカルに描いている。
原作者・枢やな先生描き下ろしオリジナルCDジャケット。
収録内容
1. その執事、有能 [18:30]
2. その執事、万能 [15:27]
3. その執事、最強 [14:06]
4. その執事、最凶 [12:48]

## 黒執事 華麗なるドラマCD
『黒執事 華麗なるドラマCD』（くろしつじ かれいなるドラマCD）は、テレビアニメ『黒執事』を基にしたオリジナル・ドラマCD。2008年11月26日にアニプレックスから通常版と同時発売された。
脚本書き下ろしの完全オリジナルストーリー。シエルとラウの出会いの物語、セバスチャンとグレルの執事ボイスが収録されている。
初回限定仕様は三方背スリーブ付き、特製ステッカー封入。初回限定特典は枢やな描き下ろしポートレート（A5サイズ非売品）。初回限定版はオリジナルジャケットカバー付きジャケット。
収録内容
- ドラマ本編：その執事、武踏 [39:17]
- セバスチャンの執事ヴォイス
  1. 自己紹介 [0:17]
  2. 朝のご挨拶 [0:13]
  3. 朝食のメニュー [0:19]
  4. 退室いたします [0:18]
  5. お呼びでしょうか [0:31]
  6. 乗馬はお嫌いですか？ [0:36]
  7. ティータイム [0:26]
  8. パーティのお時間 [0:31]
  9. あくまで、執事ですから… [0:28]
  10. 私が演奏いたします [0:30]
  11. お休みのお時間ですよ [0:10]
  12. お側に居りましょう [0:13]
  13. ここは執事室です [1:28]
  14. 坊ちゃんがお呼びです [0:19]
  15. 悪魔で執事ですから [0:34]

- グレルの執事ヴォイス
  1. 自己紹介 [0:13]
  2. お召し物をご用意いたしました [0:13]
  3. 紅茶のおかわりですね [0:05]
  4. お召し物が！ [0:26]
  5. お嬢様お散歩ですか？ [0:13]
  6. 匂いすみれです [0:22]
  7. なんと美しいのでしょう [0:35]
  8. 私のことなど [0:24]
  9. 我慢できませんっ [0:14]
  10. このドレス、私のものDEATHッッ！ [0:05]
  11. アタシは真紅のバラ [0:59]
  12. セバスちゃーん♥ [0:10]